# Afrikanische Nationenmeisterschaft 2014/Qualifikation
Die Qualifikation zur Afrikanischen Nationenmeisterschaft 2014 fand zwischen November 2012 und August 2013 statt. Hierzu wurden die afrikanischen Fußball-Nationalmannschaften in 6 Zonen geteilt. Die Zonen „Nord“ und „West A“ erhielten jeweils zwei Startplätze bei der Afrikanischen Nationenmeisterschaft 2014, die anderen vier Zonen jeweils drei Startplätze, da 16 Mannschaften an diesem Wettbewerb teilnehmen. Als Mannschaft des Gastgeberlandes hatte sich die Südafrikanische Fußballnationalmannschaft automatisch für die Endrunde qualifiziert. Die FIFA klassifiziert die Spiele als „Freundschaftsspiele“, was Auswirkung auf die Berechnung der FIFA-Weltrangliste hat, zählt diese Spiele aber dennoch als A-Länderspiele, obwohl nur Spieler aus den heimischen Ligen spielberechtigt waren.

## Nordzone

### 1. Runde
|          | Gesamt |         | Hinspiel | Rückspiel |
| -------- | ------ | ------- | -------- | --------- |
| Algerien |        | Libyen  | *0:3*    | *0:3*     |
| Tunesien | 0:1    | Marokko | 0:1      | 0:0       |

* kampflos, Wertung
- Libyen für die Endrunde qualifiziert.
- Marokko für die Endrunde qualifiziert.

## Westzone A

### Vorrunde
|         | Gesamt    |              | Hinspiel | Rückspiel |
| ------- | --------- | ------------ | -------- | --------- |
| Liberia | 1:3       | Mauretanien  | 0:1      | 1:2       |
| Guinea  | (a)1:1(a) | Sierra Leone | 0:0      | 1:1       |

### 1. Runde
|         | Gesamt |             | Hinspiel | Rückspiel |
| ------- | ------ | ----------- | -------- | --------- |
| Senegal | 1:2    | Mauretanien | 1:0      | 0:2       |
| Mali    | 3:2    | Guinea      | 3:1      | 0:1       |

- Mali für die Endrunde qualifiziert.
- Mauretanien für die Endrunde qualifiziert.

## Westzone B

### Vorrunde
|              | Gesamt |      | Hinspiel | Rückspiel |
| ------------ | ------ | ---- | -------- | --------- |
| Burkina Faso | 3:1    | Togo | 2:1      | 1:0       |

### 1. Runde
|              | Gesamt          |                | Hinspiel | Rückspiel |
| ------------ | --------------- | -------------- | -------- | --------- |
| Benin        |                 | Ghana Rückzug  |          |           |
| Nigeria      | 4:3             | Elfenbeinküste | 4:1      | 0:2       |
| Burkina Faso | 1:1 (6:5 i. E.) | Niger          | 1:0      | 0:1       |

- Ghana für die Endrunde qualifiziert.
- Nigeria für die Endrunde qualifiziert.
- Burkina Faso für die Endrunde qualifiziert.

## Zone Zentral-Osten

### Vorrunde
|           | Gesamt |                 | Hinspiel | Rückspiel |
| --------- | ------ | --------------- | -------- | --------- |
| Burundi   | 1:0    | Kenia           | 1:0      | 0:0       |
| Äthiopien |        | Eritrea Rückzug | 3:0      |           |

### 1. Runde
|           | Gesamt          |        | Hinspiel | Rückspiel |
| --------- | --------------- | ------ | -------- | --------- |
| Burundi   | 2:2 (4:3 i. E.) | Sudan  | 1:1      | 1:1 n. V. |
| Äthiopien | 1:1 (6:5 i. E.) | Ruanda | 1:0      | 0:1 n. V. |
| Tansania  | 1:4             | Uganda | 0:1      | 1:3       |

- Burundi für die Endrunde qualifiziert.
- Äthiopien für die Endrunde qualifiziert.
- Uganda für die Endrunde qualifiziert.

## Zentralzone

### Vorrunde
|                              | Gesamt |                | Hinspiel | Rückspiel |
| ---------------------------- | ------ | -------------- | -------- | --------- |
| Zentralafrikanische Republik | 0:6    | Republik Kongo | 0:3      | 3:0       |

### 1. Runde
|                              | Gesamt          |                | Hinspiel | Rückspiel |
| ---------------------------- | --------------- | -------------- | -------- | --------- |
| Kamerun                      | 1:1 (6:7 i. E.) | Gabun          | 1:0      | 0:1 n. V. |
| Demokratische Republik Kongo | (a)2:2(a)       | Republik Kongo | 2:1      | 0:1       |

### 2. Runde
|         | Gesamt |                              | Hinspiel | Rückspiel |
| ------- | ------ | ---------------------------- | -------- | --------- |
| Kamerun | 1:2    | Demokratische Republik Kongo | 0:1      | 1:1       |

- Demokratische Republik Kongo für die Endrunde qualifiziert
- Republik Kongo für die Endrunde qualifiziert
- Gabun für die Endrunde qualifiziert

## Südzone

### Vorrunde
|           | Gesamt |          | Hinspiel | Rückspiel |
| --------- | ------ | -------- | -------- | --------- |
| Mauritius | 2:0    | Komoren  | 2:0      | 0:0       |
| Mosambik  | 6:1    | Mosambik | 4:0      | 2:1       |

### 1. Runde
|              | Gesamt          |          | Hinspiel | Rückspiel |
| ------------ | --------------- | -------- | -------- | --------- |
| Mosambik     | 3:3 (5:4 i. E.) | Namibia  | 3:0      | 0:3 n. V. |
| Swasiland    | 0:2             | Angola   | 0:1      | 0:1       |
| MauritiusMUS | 1:4             | Simbabwe | 0:3      | 1:1       |
| Botswana     | 1:3             | Sambia   | 1:1      | 0:2       |

### 2. Runde
|          | Gesamt    |        | Hinspiel | Rückspiel |
| -------- | --------- | ------ | -------- | --------- |
| Simbabwe | 1:0       | Sambia | 0:0      | 1:0       |
| Mosambik | (a)1:1(a) | Angola | 0:0      | 1:1       |

- Mosambik für die Endrunde qualifiziert
- Simbabwe für die Endrunde qualifiziert
- Südafrika als Gastgeber automatisch für die Endrunde qualifiziert